# Pište mé jméno se S
Pište mé jméno se S (anglicky „Spell My Name with an S“) je krátká vědeckofantastická povídka spisovatele Isaaca Asimova, která vyšla poprvé v roce 1958 v časopise Star Science Fiction pod názvem „S as in Zebatinsky“. Byla následně zařazena do povídkové sbírky Nine Tomorrows (1959) pod původním Asimovovým názvem „Spell My Name with an S“. Česky vyšla ve sbírce Sny robotů (1996).
Příběh s tematikou motýlího efektu vznikl na základě autorovy frustrace z častého komolení jeho jména (Azimov místo Asimov). Autor dodává, že poslední část povídky byla doplněna později. Asimov nebyl spokojen, že role numerologa nebyla více vysvětlena a tak přidal dodatek, který povídku zakončuje pochmurně.

## Postavy
- Marshall Zebatinsky / Sebatinsky - jaderný fyzik
- Sophie - Marshallova žena
- numerolog
- Henry Brand - nadřízený Quincyho z kontrarozvědky
- Albert Quincy - poručík kontrarozvědky
- Paul Kristow - člen Komise pro atomovou energii
- Haround - mimozemšťan
- Mestack - mimozemšťan

## Děj
Marshall Zebatinsky, americký jaderný fyzik s polskými kořeny není spokojen se svou profesní kariérou. Už se mu nelíbí být součástí velkého týmu, kde jeho individuální znalosti zaniknou a touží po sólo kariéře. Na popud své ženy Sophie se obrátí na numerologa. Ten mu poradí, že jeho budoucnost se pravděpodobně bude ubírat lepším směrem, pokud si změní jméno Zebatinsky na Sebatinsky. Tato nepatrná změna vyvolá zájem kontrarozvědky a následně celou řadu událostí. Americká kontrarozvědka díky tomu zjistí, že Sověti pracují na štítu odrážejícím záření gama, technologie, kterou Američané nemají. Rozjede se výzkum a Sebatinsky je jako oběť bezpečnostních prověrek převeden z jaderného programu na univerzitu, kde je mu nabídnuto místo profesora. Sebatinsky nic neví o zákulisí svého přeřazení, ale získal konečně to, po čem toužil.
V závěru povídky (Asimovova přidaná část) je odhaleno, že starý numerolog byl ve skutečnosti Haround - příslušník vyspělé mimozemské civilizace, která má možnost ovlivňovat události na Zemi. Se svým přítelem Mestackem se vsadil, že nepatrným zásahem zabrání jaderné válce, která by Zemi brzy zachvátila (poté, co by Sověti bez povšimnutí dokončili svůj program štítu). Haround se s Mestackem vsadí znovu. Tentokrát o to, že události vrátí další nepatrnou změnou do jejich původního stavu, což bude pro Zemi znamenat jaderný holokaust.